# 宋疃镇
宋疃镇是中华人民共和国安徽省淮北市烈山区下辖的一个镇。
宋疃镇原为宋疃乡。1992年，濉溪县宋疃乡划入烈山区，设宋疃镇。
宋町站位于宋疃镇。

## 行政区划
宋疃镇下辖以下村级行政区划单位：
松山社区、宋疃社区、雷山社区、马场社区、古饶社区、和村、马桥村、黄营村、太山村、新园村、军王村、东风村和费寨村。